# العياني (حجة)

تعديل مصدري - تعديل

العياني هي إحدى قرى عزلة النفيش بمديرية حجة التابعة لمحافظة حجة، بلغ تعداد سكانها 129 نسمة حسب تعداد اليمن لعام 2004.